# Aneutronisk fusion
Aneutronisk fusion er enhver form for fusionskraft, hvor neutroner ikke udgør mere end 1% af den totale frigjorte energi. De oftest undersøgte fusionsreaktioner frigør op til 80% af deres energi som hurtige neutroner. Succesfuld aneutronisk fusion ville drastisk minske problemer forbundet med neutronstråling, såsom ioniseringsskader, neutron aktivation og krav til biologisk afskærming, fjernstyring og sikkerhed. 
Nogle fortalere ser også et potentiale til en dramatisk udgiftsreduktion ved at konvertere energien direkte til elektricitet. Men krævede betingelser for at kunne udnytte aneutronisk fusion er meget mere ekstreme end betingelserne for den "konventionelle" deuterium–tritium (DT) brændselscyklus. 

## Aneutroniske reaktionskandidater
Der er nogle få fusionsreaktioner, som ikke producerer neutroner som et produkt ved nogen af deres reaktionsgrene. Dem med det største kerneindfangningstværsnit er disse:
| D   | + | 3He | → |   | 4He | (3,6 MeV)  | +         |   | p   | (14,7 MeV) |
| D   | + | 6Li | → | 2 | 4He | + 22,4 MeV |           |   |     |            |
| p   | + | 6Li | → |   | 4He | (1,7 MeV)  | +         |   | 3He | (2,3 MeV)  |
| 3He | + | 6Li | → | 2 | 4He |            | +         |   | p   | + 16,9 MeV |
| 3He | + | 3He | → |   | 4He |            | +         | 2 | p   | +12,86 MeV |
| p   | + | 7Li | → | 2 | 4He | + 17,2 MeV |           |   |     |            |
| p   | + | 11B | → | 3 | 4He | + 8,7 MeV  |           |   |     |            |
| p   | + | 15N | → |   | 12C | +4He       | + 5,0 MeV |   |     |            |

De første to af disse anvender deuterium som et brændsel – og D–D side-reaktionerne producerer nogle neutroner. Selvom disse kan minimeres ved at køre processen ved en høj temperatur og deuterium-"fattigt", vil brøkdelen som frigøres som neutroner sandsynligvis være adskillige procent, så at disse brændselscykler, selvom neutron-"fattige", ikke vil kvalificeres som aneutronisk ifølge 1%-tærsklen.
De næste to reaktioners hastighed (involverer p, 3He og 6Li) er ikke specielt høj i en termisk plasma. Når de ses som en kæde, kan de have muligheden for en forøget reaktivitet. Produktet 3He fra den første reaktion kunne deltage i den anden reaktion for thermalizing – og produktet p fra den anden reaktion kunne deltage i den første reaktion før thermalizing. Desværre har detaljerede analyser godtgjort, at der ikke er en tilstrækkeligt forøget reaktivitet til at overkomme det lille reaktionstværsnit.
Den rene 3He reaktion har det problem, at brændsel kun findes i små mængder på Jorden. Måske kan 3He laves ved neutronreaktioner – eller udvindes fra ikke-jordiske steder. Månens øverste få meter er relativt rige på 3He i koncentrationen 0,01 dele per million efter vægt, 
men at udvinde og få det sendt til Jorden vil være meget besværligt og dyrt.
p –7Li reaktionen har ingen fordele i forhold til p –11B. Tværtimod er dets reaktionstværsnit noget mindre.
Af de ovenstående grunde koncentrerer det meste forskning sig om reaktionen, p –11B.